# Água para injecção

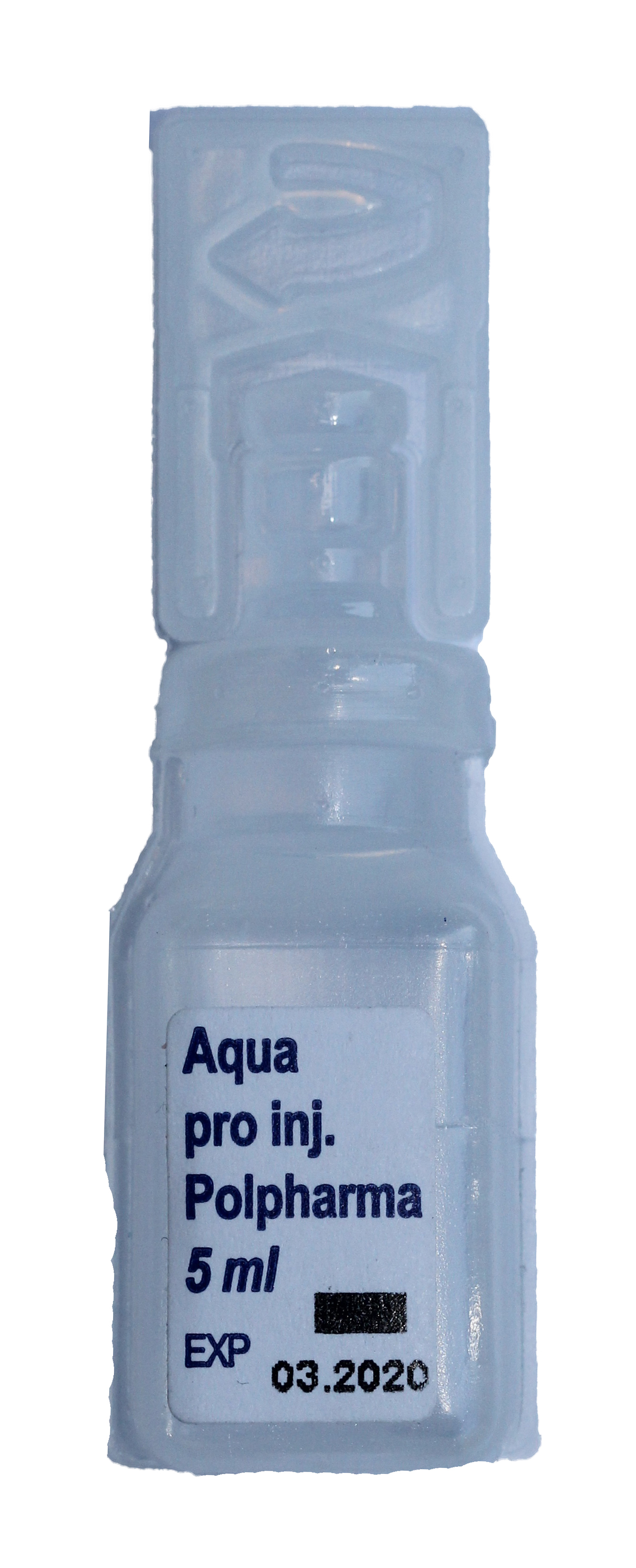
Ampola de água para injeção

Água para injecção é água de extra alta qualidade, sem contaminação significativa. Uma versão estéril é usada para a confecção de soluções que serão dadas por injecção. Antes de tal uso de outras substâncias, geralmente, deve ser adicionada para tornar a solução mais ou menos isotonica. Pode ser administrada por injecção em uma veia, músculo ou sob a pele. Versões não estéreis podem ser usadas na fabricação com esterilização a ocorrer mais tarde no processo de produção.
Se ela é administrada por injecção numa veia sem torná-la mais ou menos isotonica, desagregação das células vermelhas do sangue podem ocorrer. Isto pode resultar em problemas renais. Quantidade excessiva também pode resultar em sobrecarga de fluidos. Água para injecção é geralmente feita por destilação ou osmose reversa. Deve conter menos de um mg de outros elementos de água por 100 ml. Versões com agentes que param o crescimento de bactérias também estão disponíveis.
Faz parte da Lista de Medicamentos Essenciais da Organização Mundial de Saúde, uma lista dos mais eficazes e seguros medicamentos que são necessários em um sistema de saúde. Água para injecção está disponível sobre o balcão. O custo no mundo em desenvolvimento é de cerca de 0,03 a 0,15 USD por cada frasco de 10 ml. No Reino Unido, esta quantidade custa ao NHS entre 0,25 e 1,40 libras.

## Outros nomes
Aqua ad iniectabilia ou aqua ad injectionem